# Thalassarche chlororhynchos
L'albatro beccogiallo dell'Atlantico (Thalassarche chlororhynchos (Gmelin, 1789)) è un grosso uccello marino appartenente alla famiglia dei Diomedeidi.

## Descrizione
Presenta la classica colorazione bianca e nera dei mollymawk, con la testa grigia e grandi macchie intorno agli occhi. Si distingue dal suo parente dell'Oceano Indiano per avere la testa di colore più scuro, e dagli altri mollymawk per le dimensioni piuttosto piccole (soprattutto delle ali) e per la sottile striscia nera ai margini delle ali - l'albatro testagrigia presenta anch'esso la testa grigia, ma ha zone nere più estese e meno definite ai margini delle ali. Anche l'albatro di Salvin ha la testa grigia, ma ha le ali più larghe, il becco pallido e margini neri delle ali molto più stretti.

## Biologia
Nidifica su isole sparse in mezzo all'Atlantico, comprese Tristan da Cunha, Gough e le isole circostanti. Come tutti gli albatri, forma estese colonie, ma diversamente dalla maggior parte di essi costruisce i nidi tra i cespugli o tra le felci arboree del genere Blechnum. Come tutti i mollymawk, edifica con fango e altri materiali disponibili nidi a forma di piedistallo in cui depone un solo uovo. Quando si trova in mare, sorvola l'Atlantico meridionale dal Sudamerica all'Africa, nutrendosi di calamari, pesci e crostacei.